# Savin de Florence
Savin de Florence ou de Floran (Savino de Florano) est un prélat de la fin du XIVe et début du XVe, évêque de Toul (1384-1385), puis de Maurienne (1385-1410).

## Nom
Le nom de Savin de Florence est la forme traditionnelle retenue pour l'évêché de Toul, toutefois on trouve également les formes Savin de Floran(o),. Besson (1759) et Angley (1846) retiennent quant à eux pour la Maurienne la forme Savin de Florano, tandis Guichenon (1660) et Mugnier (1884) retiennent Savin de Floran.

## Biographie
Savin de Florence/Floran est issu d'une famille noble d'Ivrée, en Piémont.

### Carrière ecclésiastique
Il est chargé par le comte Amédée VI de Savoie de négocier une trêve en 1379 opposant Jean II de Montferrat, puis son fils Othon, aux seigneurs Othon IV de Brunswick-Grubenhagen et Jean Galéas Visconti, au sujet de la cité d'Asti (Piémont),. 
Il prend possession du diocèse de Toul en 1384 et Jean Ier, duc de Lorraine et Robert Ier, de Bar assistent à son investiture. Mais il ne reste qu'un an dans le diocèse de Toul. Le pape Urbain VI le transfère en 1385 sur le siège de Saint-Jean-de-Maurienne. Savin de Floran correspond à l'archétype du « légat de Savoie », jouant le rôle de diplomate dans la région, notamment entre 1390-1391. Il est chargé, en 1403, par le comte, de réorganiser l'administration du comté de Genève, nouvellement acquis, et de faire réparer le château d'Annecy. Il conseille notamment le nouveau duc Amédée VIII, qui l'envoie en ambassade auprès de Jean Marie Visconti, futur duc de Milan.

### Mort et sépulture
Savin de Florence meurt le 28 septembre 1410. Il choisit d'être enterré au pied l'autel de Sainte-Thècle de la cathédrale Saint-Jean-Baptiste, bien qu'il ne soit pas mentionné dans la liste relevée par l'abbé Truchet (1867).

## Armoiries épiscopales
Ses armes peuvent se blasonner ainsi « Ecusson d'argent à trois bandes de sable, chargées de six fleurs de lys d'argent, avec une crosse mise en pal. »